# Elecciones a la Asamblea de Madrid de 2011
Las elecciones a la Asamblea de Madrid de 2011 se celebraron en la Comunidad de Madrid el domingo, 22 de mayo,  de acuerdo con el decreto de convocatoria dispuesto el 28 de marzo de 2011 y publicado en el Boletín Oficial de la Comunidad de Madrid el día 29 de marzo. Se eligieron los 129 diputados de la ix legislatura de la Asamblea de Madrid mediante un sistema proporcional (método d'Hondt) con listas cerradas y un umbral electoral del 5 %. Debido al aumento de población en la región, se eligieron nueve diputados más con respecto a las elecciones de 2007.
El resultado de las elecciones fue una nueva mayoría absoluta para la candidatura del Partido Popular (PP) encabezada por Esperanza Aguirre (72 escaños). El Partido Socialista Obrero Español (PSOE), que presentó como cabeza de lista al alcalde de Parla, Tomás Gómez, sólo consiguió la mitad de votos y de escaños que el PP. La tercera fuerza fue Izquierda Unida Comunidad de Madrid-Los Verdes (IUCM-LV), que aumentó su representación hasta los 13 diputados, mientras que la última candidatura con representación, Unión Progreso y Democracia (UPyD), entró en la cámara regional en su primera participación con 8 escaños.

## Resultados
Cuatro candidaturas obtuvieron representación: la candidatura del Partido Popular encabezada por Esperanza Aguirre obtuvo 1 548 306 votos (72 escaños), la candidatura del Partido Socialista Obrero Español (PSOE) encabezada por Tomás Gómez 786 297 votos (36 escaños), la de Izquierda Unida de la Comunidad de Madrid-Los Verdes (IUCM-LV) encabezada por Gregorio Gordo 287 707 votos (11 escaños) y la candidatura de Unión Progreso y Democracia encabezada por Luis de Velasco 189 055 votos (8 escaños). Los resultados completos se detallan a continuación:
| Candidatura                                          | Candidatura                                              | Votos     | %                               | Escaños                         |
| ---------------------------------------------------- | -------------------------------------------------------- | --------- | ------------------------------- | ------------------------------- |
|                                                      | Partido Popular (PP)                                     | 1 548 306 | 51,73                           | 72                              |
|                                                      | Partido Socialista Obrero Español (PSOE)                 | 786 297   | 26,27                           | 36                              |
|                                                      | Izquierda Unida Comunidad de Madrid-Los Verdes (IUCM-LV) | 287 707   | 9,61                            | 13                              |
|                                                      | Unión Progreso y Democracia (UPyD)                       | 189 055   | 6,32                            | 8                               |
| Ecolo-Verdes (ECOLO)                                 | Ecolo-Verdes (ECOLO)                                     | 29 116    | 0,97                            | 0                               |
| Ciudadanos en Blanco (CENB)                          | Ciudadanos en Blanco (CENB)                              | 19 220    | 0,64                            | 0                               |
| Partido Animalista Contra el Maltrato Animal (PACMA) | Partido Animalista Contra el Maltrato Animal (PACMA)     | 15 897    | 0,53                            | 0                               |
| Por Un Mundo Más Justo (PUM+J)                       | Por Un Mundo Más Justo (PUM+J)                           | 10 330    | 0,35                            | 0                               |
| La Falange (FE)                                      | La Falange (FE)                                          | 6424      | 0,21                            | 0                               |
| Partido Comunista de los Pueblos de España (PCPE)    | Partido Comunista de los Pueblos de España (PCPE)        | 5656      | 0,19                            | 0                               |
| Ciudadanos-Partido de la Ciudadanía (Cs)             | Ciudadanos-Partido de la Ciudadanía (Cs)                 | 4879      | 0,16                            | 0                               |
| Partido Humanista (PH)                               | Partido Humanista (PH)                                   | 3935      | 0,13                            | 0                               |
| Alternativa Española (AES)                           | Alternativa Española (AES)                               | 3690      | 0,12                            | 0                               |
| Unión por Leganés (ULEG)                             | Unión por Leganés (ULEG)                                 | 3435      | 0,11                            | 0                               |
| Centro Democrático Liberal (CDL)                     | Centro Democrático Liberal (CDL)                         | 3169      | 0,11                            | 0                               |
| Partido Castellano (PCAS)                            | Partido Castellano (PCAS)                                | 1722      | 0,06                            | 0                               |
| Foro Centro y Democracia (CYD)                       | Foro Centro y Democracia (CYD)                           | 1639      | 0,05                            | 0                               |
| Solidaridad y Autogestión Internacionalista (SAIn)   | Solidaridad y Autogestión Internacionalista (SAIn)       | 1300      | 0,04                            | 0                               |
| Votos en blanco                                      | Votos en blanco                                          | 71 458    | 2,39                            | n/a                             |
| Votos válidos                                        | Votos válidos                                            | 2 993 235 | 100,00                          | 129                             |
| Votos nulos                                          | Votos nulos                                              | 51 114    | Participación: \| \| 65,86 % \| | Participación: \| \| 65,86 % \| |
| Votantes                                             | Votantes                                                 | 3 044 349 | Participación: \| \| 65,86 % \| | Participación: \| \| 65,86 % \| |
| Electores                                            | Electores                                                | 4 622 750 | Participación: \| \| 65,86 % \| | Participación: \| \| 65,86 % \| |
|                                                      | 65,86 %                                                  |           |                                 |                                 |

## Diputados electos
A continuación se relacionan los diputados proclamados electos:
| N.º | Nombre                                | Lista | Lista   |
| --- | ------------------------------------- | ----- | ------- |
| 1   | Esperanza Aguirre Gil de Biedma       |       | PP      |
| 2   | Tomás Gómez Franco                    |       | PSOE    |
| 3   | Jaime Ignacio González González       |       | PP      |
| 4   | Francisco José Granados Lerena        |       | PP      |
| 5   | María Amparo Valcarce García          |       | PSOE    |
| 6   | Beatriz María Elorriaga Pisarik       |       | PP      |
| 7   | Lucía Figar de Lacalle                |       | PP      |
| 8   | Gregorio Gordo Pradel                 |       | IUCM-LV |
| 9   | Juan Antonio Barranco Gallardo        |       | PSOE    |
| 10  | Antonio Germán Beteta Barreda         |       | PP      |
| 11  | Javier Fernández-Lasquetty Blanc      |       | PP      |
| 12  | Carmen Menéndez González-Palenzuela   |       | PSOE    |
| 13  | María Gádor Ongil Cores               |       | PP      |
| 14  | Luis Velasco Rami                     |       | UPyD    |
| 15  | Ana Isabel Mariño Ortega              |       | PP      |
| 16  | José Carmelo Cepeda García            |       | PSOE    |
| 17  | David Pérez García                    |       | PP      |
| 18  | Eulalia Vaquero Gómez                 |       | IUCM-LV |
| 19  | Engracia Hidalgo Tena                 |       | PP      |
| 20  | Matilde Fernández Sanz                |       | PSOE    |
| 21  | Juan Soler-Espiauba Gallo             |       | PP      |
| 22  | María Cristina Cifuentes Cuencas      |       | PP      |
| 23  | José Quintana Viar                    |       | PSOE    |
| 24  | Pedro Muñoz Abrines                   |       | PP      |
| 25  | Regino García-Badell Arias            |       | PP      |
| 26  | Rosa María Alcalá Chacón              |       | PSOE    |
| 27  | María Elvira Rodríguez Herrer         |       | PP      |
| 28  | Antero Ruiz López                     |       | IUCM-LV |
| 29  | Ramón Marcos Allo                     |       | UPyD    |
| 30  | Esteban Parro del Prado               |       | PP      |
| 31  | Enrique Cascallana Gallastegui        |       | PSOE    |
| 32  | Luis Peral Guerra                     |       | PP      |
| 33  | Rosa María Posada Chapado             |       | PP      |
| 34  | María Encarnación Moya Nieto          |       | PSOE    |
| 35  | José Ignacio Echeverría Echániz       |       | PP      |
| 36  | Alicia Delibes Liniers                |       | PP      |
| 37  | Carmen Villares Atienza               |       | IUCM-LV |
| 38  | Eusebio González Jabonero             |       | PSOE    |
| 39  | Francisco de Borja Sarasola Jáudenes  |       | PP      |
| 40  | Juan Van Halen Acedo                  |       | PP      |
| 41  | Josefa Dolores Pardo Ortiz            |       | PSOE    |
| 42  | Regina Plañiol Lacalle                |       | PP      |
| 43  | María Loreto Ruiz de Alda Moreno      |       | UPyD    |
| 44  | José María de Federico Corral         |       | PP      |
| 45  | José Manuel Franco Pardo              |       | PSOE    |
| 46  | Luis del Olmo Flórez                  |       | PP      |
| 47  | Tania Sánchez Melero                  |       | IUCM-LV |
| 48  | Eva Piera Rojo                        |       | PP      |
| 49  | María Helena Almazán Vicario          |       | PSOE    |
| 50  | Bartolomé González Jiménez            |       | PP      |
| 51  | María Eugenia Carballedo Berlanga     |       | PP      |
| 52  | Antonio Miguel Carmona Sancipriano    |       | PSOE    |
| 53  | Pedro Núñez Morgades                  |       | PP      |
| 54  | Bonifacio de Santiago Prieto          |       | PP      |
| 55  | María Isabel Peces-Barba Martínez     |       | PSOE    |
| 56  | Francisco Javier Rodríguez Rodríguez  |       | PP      |
| 57  | María Josefa Amat Ruiz                |       | IUCM-LV |
| 58  | Elvira María García Piñeiro           |       | UPyD    |
| 59  | María Pilar Liébana Montijano         |       | PP      |
| 60  | José Manuel Freire Campo              |       | PSOE    |
| 61  | Enrique Ruiz Escudero                 |       | PP      |
| 62  | María Luz Bajo Prieto                 |       | PP      |
| 63  | Carla Delgado Gómez                   |       | PSOE    |
| 64  | Jesús Fermosel Díaz                   |       | PP      |
| 65  | Íñigo Henríquez de Luna Losada        |       | PP      |
| 66  | José Luis García Sánchez              |       | PSOE    |
| 67  | Miguel Ángel Reneses González Solares |       | IUCM-LV |
| 68  | María Isabel Redondo Alcaide          |       | PP      |
| 69  | Sonsoles Trinidad Aboín Aboín         |       | PP      |
| 70  | María del Carmen Toledano Rico        |       | PSOE    |
| 71  | Jacobo Ramón Beltrán Pedreira         |       | PP      |
| 72  | Juan Luis Fabo Ordóñez                |       | UPyD    |
| 73  | María Nieves Margarita García Nieto   |       | PP      |
| 74  | Antonio Fernández Gordillo            |       | PSOE    |
| 75  | Álvaro Moraga Valiente                |       | PP      |
| 76  | Jesús Adriano Valverde Bocanegra      |       | PP      |
| 77  | Libertad Martínez Martínez            |       | IUCM-LV |
| 78  | Laura Oliva García                    |       | PSOE    |
| 79  | María Nadia Álvarez Padilla           |       | PP      |
| 80  | Francisco de Borja Carabante Muntada  |       | PP      |
| 81  | Óscar Iglesias Fernández              |       | PSOE    |
| 82  | Eduardo Oficialdegui Alonso de Celada |       | PP      |
| 83  | Germán Alcayde Fort                   |       | PP      |
| 84  | María Paz Martín Lozano               |       | PSOE    |
| 85  | Salvador Victoria Bolívar             |       | PP      |
| 86  | Mauricio Valiente Ots                 |       | IUCM-LV |
| 87  | Marta María Escudero Díaz-Tejeiro     |       | PP      |
| 88  | Enrique Normand de la Sotilla         |       | UPyD    |
| 89  | Mario Lisandro Salvatierra Saru       |       | PSOE    |
| 90  | Pilar Busó Borús                      |       | PP      |
| 91  | Fernando Díaz Robles                  |       | PP      |
| 92  | María Victoria Moreno Sanfrutos       |       | PSOE    |
| 93  | Colomán Trabado Pérez                 |       | PP      |
| 94  | José Cabrera Orellana                 |       | PP      |
| 95  | Jesús Miguel Dionisio Ballesteros     |       | PSOE    |
| 96  | María Espinosa de la Llave            |       | IUCM-LV |
| 97  | María Inmaculada Sanz Otero           |       | PP      |
| 98  | María Carmen González Fernández       |       | PP      |
| 99  | Josefa Navarro Lanchas                |       | PSOE    |
| 100 | José Tomás Serrano Guio               |       | PP      |
| 101 | Raimundo Herraiz Romero               |       | PP      |
| 102 | Pedro Santín Fernández                |       | PSOE    |
| 103 | Alberto Reyero Zubiri                 |       | UPyD    |
| 104 | Eva Tormo Mairena                     |       | PP      |
| 105 | Ana Camins Martínez                   |       | PP      |
| 106 | Sonia Conejero Palero                 |       | PSOE    |
| 107 | Arsenio Rubén Bejarano Ferreras       |       | IUCM-LV |
| 108 | Ángel Fernández Díaz                  |       | PP      |
| 109 | José Miguel Moreno Torres             |       | PP      |
| 110 | Juan Segovia Noriega                  |       | PSOE    |
| 111 | Carlos González Pereira               |       | PP      |
| 112 | María Belén Prado Sanjurjo            |       | PP      |
| 113 | María Teresa González Ausín           |       | PSOE    |
| 114 | María del Carmen Martín Irañeta       |       | PP      |
| 115 | María Isabel Moreno Martínez          |       | IUCM-LV |
| 116 | Miguel Aguado Arnáez                  |       | PSOE    |
| 117 | Álvaro González López                 |       | PP      |
| 118 | Gabriel Julio López López             |       | UPyD    |
| 119 | José María Arribas del Barrio         |       | PP      |
| 120 | María Julia Martínez Torales          |       | PSOE    |
| 121 | Ignacio González Velayos              |       | PP      |
| 122 | Ana Abella Alava                      |       | PP      |
| 123 | Eustaquio Jiménez Molero              |       | PSOE    |
| 124 | Francisco Javier Hernández Martínez   |       | PP      |
| 125 | Joaquín Sanz Arranz                   |       | IUCM-LV |
| 126 | Carmen Pérez-Llorca Zamora            |       | PP      |
| 127 | Modesto Nolla Estrada                 |       | PSOE    |
| 128 | Antonio Pablo González Terol          |       | PP      |
| 129 | María Begoña García Martín            |       | PP      |

## Encuestas
Porcentaje de voto
| Encuesta | Fecha      | PP   | PSOE | IU   | UPyD | Otros | No decidido |
| -------- | ---------- | ---- | ---- | ---- | ---- | ----- | ----------- |
| Público  | ??/10/2010 | 48,9 | 34,  | 9,3  | 4,5  | -     | -           |
| El País  | 02/05/2010 | 50,0 | 32,9 | 9,0  | 6,2  | 1,3   | -           |
| El Mundo | 01/06/2010 | 56,2 | 25,5 | 10,2 | 4,6  | 3,5   | -           |
| El Mundo | 10/10/2010 | 55,4 | 29,8 | 7,2  | 4,0  | -     | -           |
| El País  | 09/12/2010 | 52,9 | 32,8 | 7,6  | 3,6  | -     | -           |
| El Mundo | 06/01/2011 | 54,6 | 29,7 | 9,8  | 2,3  | 5,8   | -           |
| ABC      | 13/01/2011 | 54,5 | 29,8 | 10,9 | 3,0  | 1,8   | -           |
| La Razón | 07/02/2011 | 54,5 | 28,8 | 9,7  | 4,5  | -     | -           |
| El Mundo | 25/04/2011 | 55,1 | 28,8 | 8,4  | 2,9  | 4,8   | -           |
| Público  | 02/05/2011 | 52,3 | 33,3 | 7    | -    | -     | -           |
| El País  | 02/05/2011 | 53,4 | 29,1 | 9,7  | 4,3  | 3,5   | -           |
| Antena 3 | 02/05/2011 | 54,5 | 29,3 | 8,6  | 3,2  | 4,4   | -           |
| CIS      | 05/05/2011 | 52,1 | 28,4 | 9,1  | 3,7  | 4,2   | -           |

Escaños
| Encuesta         | Fecha      | PP    | PSOE  | IU    | UPyD | Otros | No decidido |
| ---------------- | ---------- | ----- | ----- | ----- | ---- | ----- | ----------- |
| Público(04/2010) | ??/10/2010 | 68    | 47    | 13    | 0    | -     | -           |
| El País          | 02/05/2010 | 66    | 43    | 11    | 8    | -     | -           |
| El Mundo         | 01/06/2010 | 75-79 | 33-36 | 13-14 | 0-6  | -     | -           |
| El Mundo         | 10/10/2010 | 77    | 41-42 | 9-10  | 0    | -     | -           |
| El País          | 09/12/2010 | 73    | 45    | 10    | 0    | -     | -           |
| El Mundo         | 06/01/2011 | 74-75 | 40-41 | 13    | 0    | -     | -           |
| ABC              | 13/01/2011 | 72-74 | 39-40 | 14    | 0-3  | -     | -           |
| La Razón         | 07/02/2011 | 72-75 | 38-40 | 12-13 | 0-6  | -     | -           |
| El Mundo         | 25/04/2011 | 76-77 | 40-41 | 11    | 0    | -     | -           |
| Público          | 02/05/2011 | 73-74 | 46-47 | 9     | -    | -     | -           |
| El País          | 02/05/2011 | 75    | 41    | 13    | 0    | -     | -           |
| Antena 3         | 02/05/2011 | 75-77 | 42    | 11    | 0    | -     | -           |
| CIS              | 05/05/2011 | 75    | 41    | 13    | -    | -     | -           |

## Investidura del Presidente de la Comunidad de Madrid
| Candidato                                                                                        | Fecha                                                         | Voto       |    |    |    |   | Total  |
| ------------------------------------------------------------------------------------------------ | ------------------------------------------------------------- | ---------- | -- | -- | -- | - | ------ |
| Esperanza Aguirre (PP)                                                                           | 15 de junio de 2011 Mayoría requerida: Absoluta (65/129)      | Sí         | 72 |    |    |   | 72/129 |
| Esperanza Aguirre (PP)                                                                           | 15 de junio de 2011 Mayoría requerida: Absoluta (65/129)      | No         |    | 36 | 13 | 8 | 57/129 |
| Esperanza Aguirre (PP)                                                                           | 15 de junio de 2011 Mayoría requerida: Absoluta (65/129)      | Abstención |    |    |    |   | 0/129  |
| Ignacio González (PP)                                                                            | 26 de septiembre de 2012 Mayoría requerida: Absoluta (65/129) | Sí         | 72 |    |    |   | 72/129 |
| Ignacio González (PP)                                                                            | 26 de septiembre de 2012 Mayoría requerida: Absoluta (65/129) | No         |    | 34 | 11 | 8 | 53/129 |
| Ignacio González (PP)                                                                            | 26 de septiembre de 2012 Mayoría requerida: Absoluta (65/129) | Abstención |    |    |    |   | 0/129  |
| Faltaron a la votación de investidura de Ignacio González 4 diputados: 2 del PSM-PSOE y 2 de IU. |                                                               |            |    |    |    |   |        |